# Arístides González
Pour les articles homonymes, voir González.
Arístides González Ortiz est un boxeur portoricain né le 12 février 1961.

## Carrière
Lors des jeux olympiques d'été de 1984, il remporte la médaille de bronze dans la catégorie des poids moyens. 